# 卢施塔特
卢施塔特是德国莱茵兰-普法尔茨州的一个市镇。总面积23.51平方公里，总人口3193人，其中男性1582人，女性1611人（2011年12月31日），人口密度136人/平方公里。